# Edin Džeko
Edin Džeko [ˈɛdin ˈdʒɛkɔ] (* 17. März 1986 in Sarajevo, SFR Jugoslawien) ist ein bosnisch-herzegowinischer Fußballspieler. Der Stürmer wechselte bereits als 19-Jähriger ins Ausland. Nach zwei Jahren in Tschechien kam er zum VfL Wolfsburg, mit dem er 2009 die deutsche Meisterschaft gewann. Es folgten viereinhalb Jahre bei Manchester City, in denen er zweimal englischer Meister und einmal Pokalsieger wurde. Von 2015 bis 2021 spielte er beim italienischen Hauptstadtverein AS Rom. Zur Saison 2021/22 wechselte er für zwei Jahre zu Inter Mailand. Er ist Kapitän sowie mit über 100 Einsätzen und mehr als 50 Toren Rekordspieler und -torschütze der bosnisch-herzegowinischen Nationalmannschaft, mit der er 2014 an der Weltmeisterschaft in Brasilien teilnahm. Džeko steht seit Juli 2025 bei der AC Florenz unter Vertrag.

## Karriere

### Anfänge in Bosnien und Tschechien
Edin Džeko spielte von 1996 bis 2005 beim FK Željezničar Sarajevo. In der Saison 2004/05 wurde Željezničar vom Tschechen Jiří Plíšek trainiert. Dieser empfahl Džeko dem tschechischen Erstligisten FK Teplice empfahl, der den jungen Stürmer im Sommer 2005 für 80.000 Euro verpflichtete. Džeko, der einen Vierjahresvertrag unterschrieb, wurde sofort an den Zweitligisten FK Ústí nad Labem ausgeliehen, bei dem Plíšek mittlerweile Trainer war. In 15 Spielen erzielte er sechs Tore. In der Winterpause kehrte er nach Teplice zurück und erzielte drei Treffer in 13 Begegnungen. In der Saison 2006/07 wurde Džeko zum besten ausländischen Spieler Tschechiens gekürt.

### VfL Wolfsburg
Zur Saison 2007/08 wurde Džeko von Wolfsburgs Trainer und Manager Felix Magath in die Fußball-Bundesliga zum VfL Wolfsburg geholt. Er erhielt dort einen Vertrag bis 2011. Der Bosnier etablierte sich unter Magath schnell in die erste Elf und kam auf 28 Einsätze. Mit acht Toren war er in seinem ersten Jahr zweitbester Stürmer des Teams.
Im Jahr darauf spielte Džeko eine gute Hinrunde, in der Rückrunde blieb er nur in vier der 17 Partien ohne Torerfolg. Mit zwei Toren in zwei Minuten schoss er Wolfsburg am 26. Spieltag mit 3:1 gegen Bayern München in Führung, die Partie endete 5:1 und der VfL übernahm die Tabellenspitze. Am 2. Mai 2009 erzielte Džeko im Spiel gegen die TSG 1899 Hoffenheim in der zweiten Halbzeit innerhalb von 13 Minuten seinen ersten Hattrick in der Bundesliga. Am vorletzten Spieltag schoss er erneut drei Tore in der Partie gegen Hannover 96. Am Ende der Saison wurde Džeko mit dem VfL Wolfsburg deutscher Meister und mit 26 Toren hinter seinem Sturmpartner Grafite Zweiter in der Bundesliga-Torjägerliste. Das Sturmduo war das erfolgreichste der vergangenen 35 Jahre und brach mit insgesamt 54 Toren den Torschützenrekord (53 Tore) von Gerd Müller und Uli Hoeneß aus der Saison 1971/72.
Am 1. August 2009 unterzeichnete Džeko einen Vertrag beim VfL Wolfsburg bis 2013. In der Saison 2009/10 wurde er mit 22 Treffern Torschützenkönig der Bundesliga. In der Folgesaison löste er mit seinem Treffer zum 1:0 gegen den 1. FSV Mainz 05 am 2. Spieltag Diego Klimowicz als Rekordtorschützen des VfL Wolfsburg ab und erzielte bis zum Ende der Hinrunde zehn Tore und damit mehr als jeder andere Spieler der Mannschaft in der ganzen Saison.

### Manchester City
In der Winterpause der Saison 2010/11 unterzeichnete Džeko bei Manchester City einen Vertrag bis Ende Juni 2015. Er erhielt die Trikotnummer 10. Sein Debüt in der Premier League gab er am 15. Januar 2011 (23. Spieltag) unter Roberto Mancini beim 4:3-Heimsieg über die Wolverhampton Wanderers. Džeko erzielte sein erstes Tor für Manchester City im FA Cup gegen Notts County. Sein erstes Tor in der Premier League gelang ihm am 25. April 2011 beim 1:0-Sieg bei den Blackburn Rovers. Am Ende standen vier Tore in 17 Liga- und Pokalspielen, der FA-Cup-Sieg und der dritte Tabellenplatz mit der Mannschaft in der Bilanz seiner ersten Saison in Manchester.

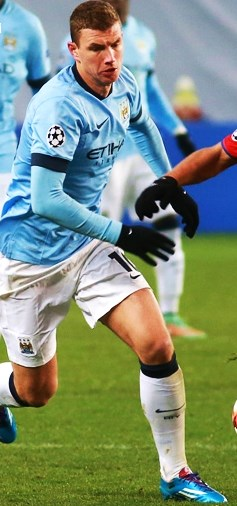
Džeko im Trikot von Manchester City (2014)

Zu Beginn der Spielzeit 2011/12 erzielte Džeko im Spiel um den Community Shield gegen Manchester United einen Treffer, musste sich mit seiner Mannschaft allerdings mit 2:3 geschlagen geben. Auch in den ersten beiden Premier-League-Spielen traf er jeweils einmal. Am 3. Spieltag erzielte er vier Tore im Spiel gegen Tottenham Hotspur. Džeko war damit der erste Spieler in der Vereinsgeschichte von Manchester City, der in einem Premier-League-Spiel vier Tore erzielte. Danach schoss Džeko bei Citys 6:1-Sieg im Manchester Derby gegen United im Old Trafford zwei Tore.
Am 13. Mai 2012 erzielte er für Manchester City beim letzten Spiel der Saison gegen die Queens Park Rangers den Ausgleich zum 2:2 in der zweiten Minute der Nachspielzeit und brachte das Team damit auf den Weg zum dritten Titelgewinn der Vereinsgeschichte. Das Tor zum Endstand von 3:2 schoss sein Mannschaftskollege Sergio Agüero in der vierten Minute der Nachspielzeit. Bis zum Sommer 2015 bestritt Džeko für Manchester City 130 Ligaspiele, in denen er 50 Tore erzielte und wurde zwischen 2013 und 2015 abwechselnd mit seiner Mannschaft Vizemeister, Meister und dann wieder Vizemeister der Premier League.

### AS Rom
Zur Saison 2015/16 wechselte Džeko zunächst für ein Jahr leihweise in die italienische Serie A zur AS Rom. Vereinbart wurde eine Kaufoption für elf Millionen Euro zur Saison 2016/17. Diese wurde bereits kurze Zeit später genutzt und Džeko fest an den Verein gebunden. Bis zum Saisonende 2017/18 trug Džeko mit seinen Torbeteiligungen dazu bei, dass sich die Roma unter den Top-3-Mannschaften der Serie A etablierte. Neben dem Ligabetrieb 2017/18 gehörte Džeko zu den Schlüsselspielern seiner Mannschaft in der UEFA Champions League 2017/18, in der man in einer Gruppe mit dem FC Chelsea und Atlético Madrid als Gruppenerster die K.-o.-Runde erreichte. Den Gruppensieg sicherten sich die Römer am letzten Spieltag durch einen 1:0-Sieg – Džeko leistete die Vorarbeit zum Siegtreffer von Diego Perotti.
In der K.-o.-Phase bezwang er mit der Mannschaft Schachtar Donezk und den FC Barcelona, dabei erzielte Džeko im Achtelfinale den Treffer zum entscheidenden 1:0-Rückspielsieg. Im Viertelfinal-Hinspiel gegen Barcelona schoss er das Auswärtstor bei der 1:4-Niederlage bei und war im Rückspiel mit einem Tor am (gemäß dem Kicker-Sportmagazin) Wunder von Rom beteiligt, bei dem die Roma den FC Barcelona mit 3:0 besiegte. Aufgrund Džekos entscheidenden Auswärtstores und der Auswärtstorregel zog er mit den Römern ins Halbfinale ein. Dort verpassten sie mit 6:7 im Gesamtergebnis gegen den FC Liverpool das Champions-League-Finale. Džekos gehörte zum Saisonende mit acht Europapokal-Toren zu den Top-6-Torschützen der Champions-League-Saison.

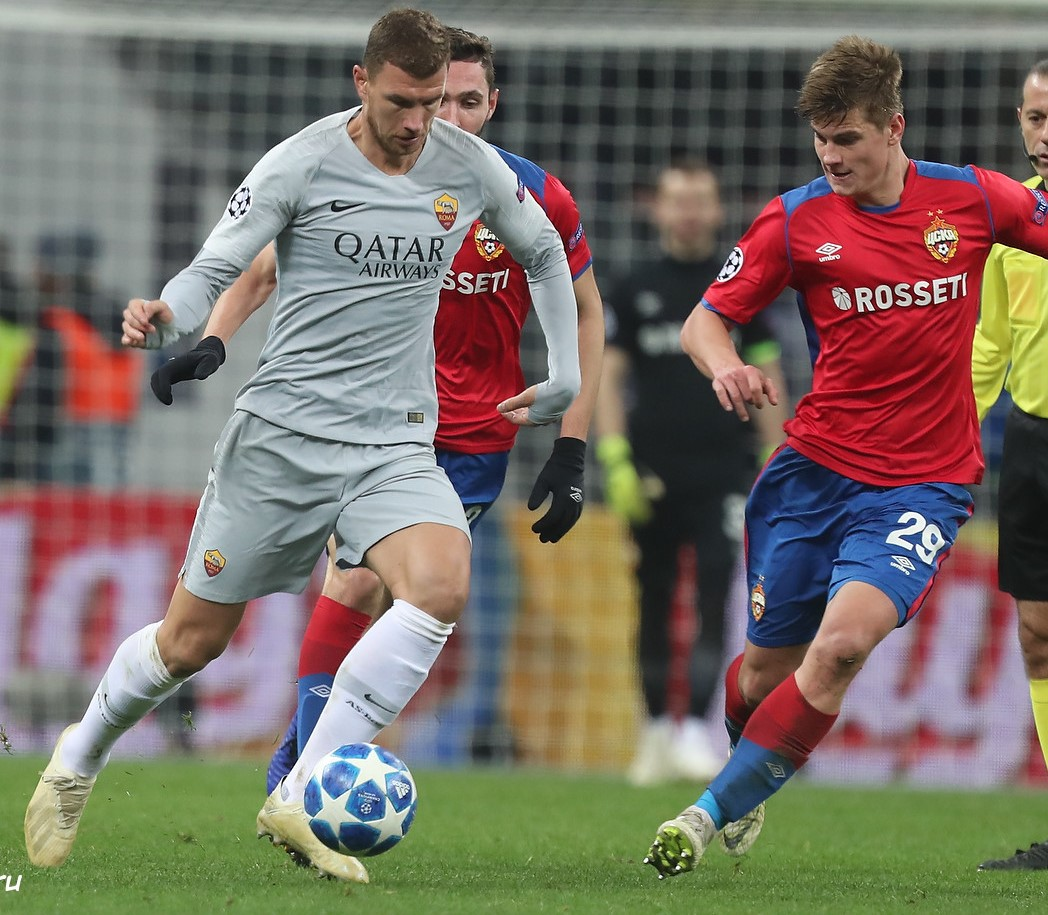
Edin Džeko im Europapokaleinsatz (Links, 2018)

Zwischen 2017/18 und 2019/20 gehörte der 1,93 Meter große Džeko zu den fünfterfolgreichsten Kopfballduellspielern der Serie-A-Saisons an und entschied jede Ligasaison jeweils über 100 Kopfballduelle für sich. In seiner letzten Spielzeit für die Römer bestritt er im April 2021 im Ligaspiel als Einwechselspieler gegen die US Sassuolo sein 250. Pflichtspiel für die Roma und war am Saisonende mit 119 Pflichtspieltoren hinter den Italienern Francesco Totti und Roberto Pruzzo dritterfolgreichster Torschütze der Vereinshistorie der AS Rom. Des Weiteren erreichte Džeko mit seiner Mannschaft erneut ein Europapokal-Halbfinale und zwar in der UEFA Europa League 2020/21. Dazu trug er mit sechs Europapokal-Toren bei und er wurde zum Saisonende in das Team der Saison der UEFA Europa League gewählt.

### Inter Mailand, Fenerbahçe und Rückkehr nach Italien
Im August 2021 wechselte Edin Džeko zur Saison 2021/22 zu Inter Mailand und erhielt einen Zweijahresvertrag. Bei den Mailändern gewann er unter Simone Inzaghi jeweils zweimal den italienische Supercup und den Pokal, wobei Džeko beim italienischen 3:0-Superpokalsieg 2022 gegen den Lokalrivalen AC Mailand Schlüsselspieler war, indem er das 1:0 vorbereitete und das 2:0 erzielte. In seiner letzten Saison für die Mailänder erreichte er mit der Mannschaft jeweils das Finale des italienischen Pokals 2023 und der Champions League 2023 in Istanbul, dabei holten sie den 2:1-Pokalfinalsieg über die AC Florenz und unterlagen in der Champions League seinem ehemaligen Verein Manchester City mit 0:1. Džeko erzielte in zwei Saisons für Inter in 101 Pflichtspieleinsätzen 31 Tore.
Im Juni 2023 wechselte Džeko im Alter von 37 Jahren zur Saison 2023/24 zum türkischen Erstligisten Fenerbahçe Istanbul und erhielt einen Zweijahresvertrag. Nach Ende des Vertrages verließ er Fenerbahçe und kehrte in einem Alter von 39 Jahren mit einem Einjahresvertrag zur AC Florenz nach Italien zurück.

## Nationalmannschaft
Džeko spielte in der U15-, U17-, U19- und U21-Auswahl Bosnien und Herzegowinas. Sein Debüt in der A-Nationalmannschaft gab er am 2. Juni 2007 unter Fuad Muzurović gegen die Türkei. Beim bisher größten Erfolges seines Verbandes, der Qualifikation zur WM 2014 in Brasilien, war er mit zehn erzielten Treffern beteiligt und damit nach Robin van Persie der zweitbeste Torschütze der europäischen Verbände.
Am 7. Mai 2014 wurde Džeko von Trainer Safet Sušić in den Kader der Nationalmannschaft für die Weltmeisterschaft 2014 in Brasilien berufen. Bosnien startete mit einer 1:2-Niederlage gegen Argentinien. Die 0:1-Niederlage gegen Nigeria im zweiten Gruppenspiel bedeutete bereits das Ausscheiden Bosnien-Herzegowinas. Im letzten Gruppenspiel gegen den Iran gelang ihm sein erster Treffer bei einer WM. Nach dem Spiel wurde er zum Man of the Match gewählt. Nach dem Rücktritt Emir Spahićs wurde er Mannschaftskapitän der Nationalmannschaft.
In der Qualifikation für die EM 2016 erzielte Džeko als fünftbester Torschütze acht Tore, darunter eins beim 1:1 im Playoff-Hinspiel gegen Irland. Durch eine 0:2-Niederlage im Rückspiel verpasste er mit seiner Mannschaft die EM-Endrunde.
In der Qualifikation für die WM 2018 erzielte Džeko in den ersten vier Spielen drei Tore und erhielt im vierten Spiel die Gelb-Rote Karte, so dass er für das fünfte Spiel am 25. März 2017, das seine Mitspieler mit 5:0 gegen Gibraltar gewannen, gesperrt war. Drei Tage später erzielte er im Freundschaftsspiel gegen Albanien sein 50. Länderspieltor. Er ist damit der erste im ehemaligen Jugoslawien geborene Spieler, dem dies gelang.

## Titel und Erfolge
- FK Željezničar Sarajevo

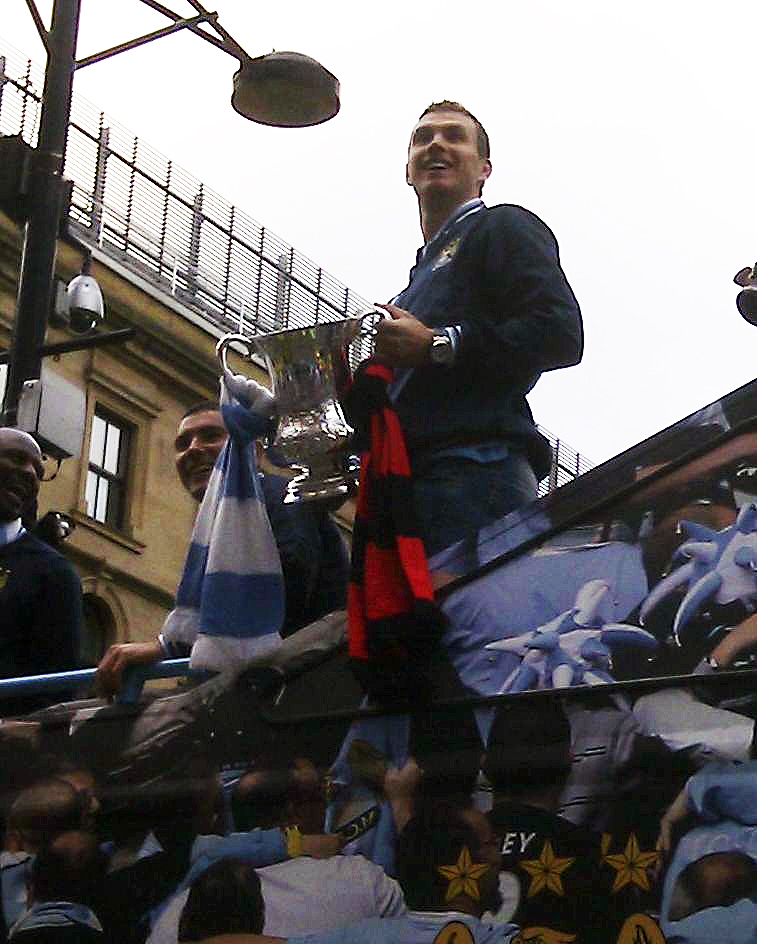
Džeko mit dem FA Cup in den Händen (2011)

  - Bosnische Premijer Liga: Vizemeister 2004, 2005[18]

- VfL Wolfsburg
  - Deutscher Meister: 2009

- Manchester City
  - FA Cup
    - Sieger: 2011
    - Finalist: 2013[28]

  - FA Community Shield: Sieger 2012
  - Englische Premier League
    - Meister: 2012, 2014
    - Vizemeister: 2013, 2015[18][29]

  - League Cup: Sieger 2014

- AS Rom
  - Serie A: Vizemeister 2017[18][29]

- Inter Mailand
  - Supercoppa Italiana: Sieger 2021, 2022
  - Coppa Italia: Sieger 2022, 2023
  - Serie A: Vizemeister 2022
  - UEFA Champions League: Finalist 2023[18][29]

## Auszeichnungen
- Sportler/Fußballer des Jahres beziehungsweise der Saison
  - Sportler Bosnien-Herzegowinas: 2009, 2018[30]
  - Fußballer Bosnien-Herzegowinas (NFSBiH): 2009, 2010, 2011, 2017
  - Fußballer Niedersachsens (NFV): 2010[31]
  - Fußballer AS Roms: 2017/18[32]

- Torschützenkönig
  - DFB-Pokal: 2008/09 mit 6 Toren
  - Bundesliga: 2009/10 mit 22 Toren
  - League Cup: 2013/14 mit 6 Toren
  - Serie A: 2016/17 mit 29 Toren
  - UEFA Europa League: 2016/17 mit 8 Toren

- Kicker
  - Bester Feldspieler der Bundesliga, laut Kicker-Umfrage unter den Bundesliga-Profis: 2008/09[33]
  - Bester Scorer der Bundesliga: 2009/10 mit 32 Scorerpunkten[34]
  - Einstufung als Weltklasse in der Rangliste des deutschen Fußballs: Sommer 2009, Sommer 2010

- Vereinigung der Vertragsfußballspieler (VDV)
  - Mitglied der VDV 11: 2009/10
  - Bester Stürmer der Fußballspielergewerkschaft VDV 2010[35]

- Spieler des Monats
  - Englische Premier League: August 2011
  - Manchester City: Januar 2014[36]
  - AS Rom: November 2016; Februar, Oktober 2017[37]
  - Inter Mailand: Oktober 2021[38]

- Team der Saison (UEFA)
  - UEFA Champions League: 2017/18[39]
  - UEFA Europa League: 2020/21[16]

- Man of the Match (Auswahl)
  - Weltmeisterschaft 2014 im Gruppenspiel gegen Iran
  - Italienischer Supercup 2022[19]

- Weitere Auszeichnungen
  - Zum besten ausländischen Spieler in Tschechien gewählt: 2006/07
  - Sixth of April Sarajevo Award: 2013[40]
  - Bester Scorer der Serie A: 2016/17
  - Neuzugang des Jahrzehnts von AS Rom: 2010er[41]

## Sonstiges
Edin Džeko beherrscht fließend Bosnisch und spricht außerdem Deutsch, Tschechisch, Englisch und Italienisch. Außerdem ist er seit 2009 nationaler UNICEF-Botschafter für Bosnien und Herzegowina.

## Saisonstatistik
| Verein                  | Liga            | Saison          | Liga   | Liga | Nat. Pokal | Nat. Pokal | Ligapokal | Ligapokal | Europapokal | Europapokal | Andere | Andere | Gesamt | Gesamt |
| Verein                  | Liga            | Saison          | Spiele | Tore | Spiele     | Tore       | Spiele    | Tore      | Spiele      | Tore        | Spiele | Tore   | Spiele | Tore   |
| ----------------------- | --------------- | --------------- | ------ | ---- | ---------- | ---------- | --------- | --------- | ----------- | ----------- | ------ | ------ | ------ | ------ |
| FK Željezničar Sarajevo | Premijer Liga   | 2003/04         | 15     | 2    | –          | –          | –         | –         | 1           | 0           | –      | –      | 16     | 2      |
| FK Željezničar Sarajevo | Premijer Liga   | 2004/05         | 20     | 1    | –          | –          | –         | –         | –           | –           | –      | –      | 20     | 1      |
| Gesamt                  | Gesamt          | Gesamt          | 35     | 3    | –          | –          | –         | –         | 1           | 0           | –      | –      | 36     | 3      |
| FK Ústí nad Labem       | 2. Liga         | 2005/06         | 15     | 6    | –          | –          | –         | –         | –           | –           | –      | –      | 15     | 6      |
| Gesamt                  | Gesamt          | Gesamt          | 15     | 6    | –          | –          | –         | –         | –           | –           | –      | –      | 15     | 6      |
| FK Teplice              | 1. Liga         | 2005/06         | 13     | 3    | –          | –          | –         | –         | –           | –           | –      | –      | 13     | 3      |
| FK Teplice              | 1. Liga         | 2006/07         | 30     | 13   | –          | –          | –         | –         | 2           | 0           | –      | –      | 32     | 13     |
| Gesamt                  | Gesamt          | Gesamt          | 43     | 16   | –          | –          | –         | –         | 2           | 0           | –      | –      | 45     | 16     |
| VfL Wolfsburg           | Bundesliga      | 2007/08         | 28     | 8    | 5          | 1          | –         | –         | –           | –           | –      | –      | 33     | 9      |
| VfL Wolfsburg           | Bundesliga      | 2008/09         | 32     | 26   | 2          | 6          | –         | –         | 8           | 4           | –      | –      | 42     | 36     |
| VfL Wolfsburg           | Bundesliga      | 2009/10         | 34     | 22   | 2          | 2          | –         | –         | 12          | 5           | –      | –      | 48     | 29     |
| VfL Wolfsburg           | Bundesliga      | 2010/11         | 17     | 10   | 2          | 1          | –         | –         | –           | –           | –      | –      | 19     | 11     |
| Gesamt                  | Gesamt          | Gesamt          | 111    | 66   | 11         | 10         | –         | –         | 20          | 9           | –      | –      | 142    | 85     |
| Manchester City         | Premier League  | 2010/11         | 15     | 2    | 2          | 2          | –         | –         | 4           | 2           | –      | –      | 21     | 6      |
| Manchester City         | Premier League  | 2011/12         | 30     | 14   | –          | –          | 4         | 3         | 8           | 1           | 1      | 1      | 43     | 19     |
| Manchester City         | Premier League  | 2012/13         | 32     | 14   | 5          | 0          | 1         | 0         | 6           | 1           | 1      | 0      | 45     | 15     |
| Manchester City         | Premier League  | 2013/14         | 31     | 16   | 5          | 2          | 5         | 6         | 7           | 2           | –      | –      | 48     | 26     |
| Manchester City         | Premier League  | 2014/15         | 22     | 4    | 1          | 0          | 2         | 2         | 6           | 0           | 1      | 0      | 32     | 6      |
| Gesamt                  | Gesamt          | Gesamt          | 130    | 50   | 13         | 4          | 12        | 11        | 31          | 6           | 3      | 1      | 189    | 72     |
| AS Rom                  | Serie A         | 2015/16         | 31     | 8    | 1          | 0          | –         | –         | 7           | 2           | –      | –      | 39     | 10     |
| AS Rom                  | Serie A         | 2016/17         | 37     | 29   | 4          | 2          | –         | –         | 10          | 8           | –      | –      | 51     | 39     |
| AS Rom                  | Serie A         | 2017/18         | 36     | 16   | 1          | 0          | –         | –         | 12          | 8           | –      | –      | 49     | 24     |
| AS Rom                  | Serie A         | 2018/19         | 33     | 9    | 1          | 0          | –         | –         | 6           | 5           | –      | –      | 40     | 14     |
| AS Rom                  | Serie A         | 2019/20         | 35     | 16   | 0          | 0          | –         | –         | 8           | 3           | –      | –      | 43     | 19     |
| AS Rom                  | Serie A         | 2020/21         | 27     | 7    | 1          | 0          | –         | –         | 10          | 6           | –      | –      | 38     | 13     |
| Gesamt                  | Gesamt          | Gesamt          | 199    | 85   | 8          | 2          | –         | –         | 53          | 32          | –      | –      | 260    | 119    |
| Karriere Gesamt         | Karriere Gesamt | Karriere Gesamt | 533    | 226  | 32         | 16         | 12        | 11        | 107         | 47          | 3      | 1      | 687    | 301    |

Stand: Saisonende 2020/21 (Quellen: footballdatabase.eu)